# Chung kết Cúp FA 1997
Chung kết Cúp FA 1997 là trận chung kết lần thứ 116 của Cúp FA, được diễn ra vào ngày 17 tháng 5 năm 1997 trên Sân vận động Wembley giữa Chelsea và Middlesbrough, câu lạc bộ Đông Nam có trận chung kết Cúp FA đầu tiên.
Chelsea thắng 2–0 để giành chức vô địch Cúp FA lần thứ hai, lần đầu tiên kể từ sau 1970. Huấn luyện viên người Hà Lan của câu lạc bộ, Ruud Gullit, trở thành huấn luyện viên nước ngoài và da màu đầu tiên giành một danh hiệu lớn với một câu lạc bộ Anh.
Với phần lớn các cầu thủ Chelsea, đây là danh hiệu lớn đầu tiên trong sự nghiệp của họ, nhưng với Mark Hughes, đó đã là lần thứ tư ông giành Cúp FA (trước đó cùng với Manchester United vô địch các năm 1985, 1990 và 1994), và là danh hiệu lớn thứ tám của ông. Với Middlesbrough, đó là trận chung kết thứ hai họ để thua trong mùa 1996-97 (tháng trước đó trong trận Chung kết League Cup để thua Leicester City), cùng với đó là việc phải xuống hạng từ Premier League một cách đầy tranh cãi.

## Đường tới Wembley
| Đội chủ nhà được xếp trước. Vòng 3: Chelsea 3–0 W.B.A. Vòng 4: Chelsea 4–2 Liverpool Vòng 5: Leicester City 2–2 Chelsea Đá lại: Chelsea 1–0 Leicester City Tứ kết: Portsmouth 1–4 Chelsea Bán kết: Wimbledon 0–3 Chelsea (tại Highbury, Luân Đôn) | Đội chủ nhà được xếp trước. Vòng 3: Middlesbrough 6–0 Chester City Vòng 4: Hednesford Town 2–3 Middlesbrough Vòng 5: Manchester City 0–1 Middlesbrough Tứ kết: Derby County 0–2 Middlesbrough Bán kết: Chesterfield 3–3 Middlesbrough (tại Old Trafford, Manchester) Đá lại: Middlesbrough 3–0 Chesterfield (tại Sân vận động Hillsborough, Sheffield) |

## Chi tiết trận đấu
| Chelsea                   | 2–0      | Middlesbrough |
| ------------------------- | -------- | ------------- |
| Di Matteo 1' · Newton 83' | Chi tiết |               |

| Chelsea | Middlesbrough |

|                  |    |                   |          |     |
|                  |    |                   |          |     |
| GK               | 30 | Frode Grodås      |          |     |
| RWB              | 2  | Dan Petrescu      |          |     |
| CB               | 6  | Steve Clarke      |          |     |
| CB               | 5  | Frank Leboeuf     | Thẻ vàng |     |
| CB               | 20 | Frank Sinclair    |          |     |
| LWB              | 17 | Scott Minto       |          |     |
| CM               | 11 | Dennis Wise       |          |     |
| CM               | 16 | Roberto Di Matteo | Thẻ vàng |     |
| CM               | 24 | Eddie Newton      | Thẻ vàng |     |
| CF               | 10 | Mark Hughes       |          |     |
| CF               | 25 | Gianfranco Zola   |          | 89' |
| Dự bị:           |    |                   |          |     |
| GK               | 13 | Kevin Hitchcock   |          |     |
| DF               | 8  | Andy Myers        |          |     |
| FW               | 9  | Gianluca Vialli   |          | 89' |
| Huấn luyện viên: |    |                   |          |     |
| Ruud Gullit      |    |                   |          |     |

|                  |    |                    |          |     |
|                  |    |                    |          |     |
| GK               | 25 | Ben Roberts        |          |     |
| RB               | 14 | Curtis Fleming     |          |     |
| CB               | 5  | Nigel Pearson      |          |     |
| CB               | 18 | Gianluca Festa     | Thẻ vàng |     |
| LB               | 17 | Clayton Blackmore  |          |     |
| RM               | 10 | Juninho            |          |     |
| CM               | 8  | Robbie Mustoe      |          | 29' |
| CM               | 6  | Emerson            |          |     |
| LM               | 20 | Phil Stamp         |          |     |
| CF               | 11 | Fabrizio Ravanelli |          | 24' |
| CF               | 21 | Craig Hignett      |          | 74' |
| Dự bị:           |    |                    |          |     |
| DF               | 4  | Steve Vickers      |          | 29' |
| DF               | 7  | Vladimír Kinder    |          | 74' |
| FW               | 9  | Mikkel Beck        |          | 24' |
| Huấn luyện viên: |    |                    |          |     |
| Bryan Robson     |    |                    |          |     |

| Điều lệ trận đấu - 90 phút. - 30 phút hiệp phụ nếu cần. - Đá lại nếu tỉ số vẫn hòa. - Đăng ký ba cầu thủ dự bị. - Thay tối đa ba người. |